# Nemertesia vervoorti
Nemertesia vervoorti är en nässeldjursart som beskrevs av El Beshbeeshy 1991. Nemertesia vervoorti ingår i släktet Nemertesia och familjen Plumulariidae. Inga underarter finns listade i Catalogue of Life.